# Houma (Volk)

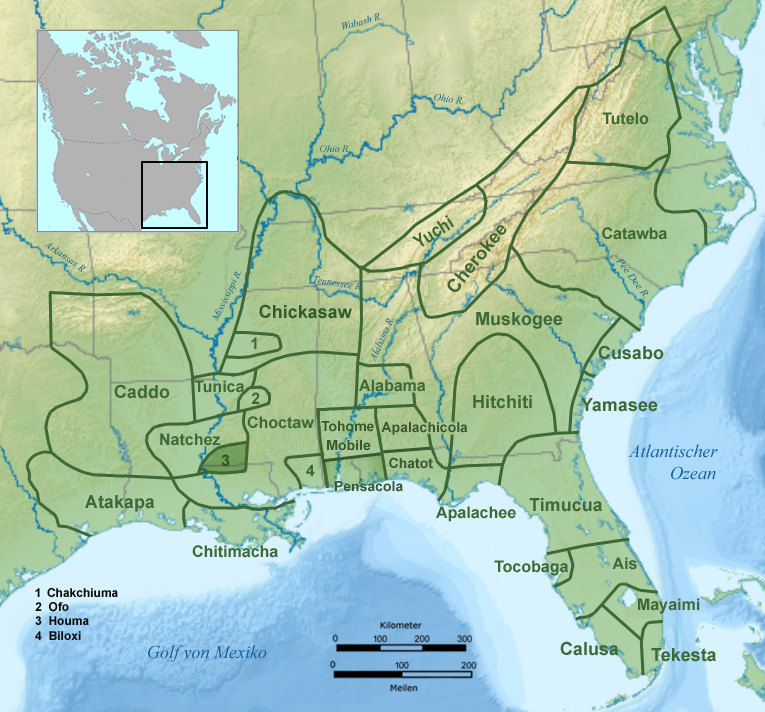
Stammesgebiet der Houma im 18. Jahrhundert.

Stammesemblem der Houma

Die Houma (sie nennen sich selbst die United Houma Nation) sind ein Indianerstamm, der in Louisiana in den Landkreisen East Feliciana Parish, West Feliciana Parish und Pointe Coupee Parish lebt, ungefähr 100 Meilen (160 km) nördlich der Stadt Houma, die an der Westseite der Mündung des Mississippi River liegt und nach ihnen benannt ist.
Die Houma sind von der Bundesregierung der USA noch nicht als Stamm anerkannt. Sie warten seit über 20 Jahren auf eine entsprechende Antwort des Bureau of Indian Affairs, einer Behörde des Innenministeriums.

## Herkunft
Der französische Forschungsreisende Nicolas de la Salle machte 1682 Aufzeichnungen über ein Dorf der "Oumas" gegenüber dem Red River auf der Ostseite des Mississippi. Er nahm an, dass sie Muskogee sprachen wie die anderen Stämme der Choctaw. Da ihr Kriegs-Emblem der saktce-ho’ma ist, der Louisiana-Flusskrebs, hat der Anthropologe John Reed Swanton vermutet, dass die Houma ein Seitenzweig der Chakchiuma sind, die in der Gegend am Yazoo River wohnen, und deren Name eine Abwandlung des Wortes saktce-ho’ma ist.
Nachdem sie sich im unteren Gebiet von Lafourche Parish und Terrebonne Parish angesiedelt hatten, blieben einzelne Stammesmitglieder weiter mit den anderen Gemeinschaften der Choctaw in Verbindung. Es ist nicht genau bekannt, wie es dazu kam, dass die Houma sich bei der Mündung des Red River ansiedelten. der vorher „Fluss der Houma“ genannt wurde. Die französischen Forschungsreisenden fanden sie an der Stelle, wo sich heute das Hochsicherheitsgefängnis Louisiana State Penitentiary befindet.

## Sprache
1907 befragte Swanton eine alte Frau, um aus ihrer Sprache, die er Houma nannte, Vokabular aufzuzeichnen. Dieses ähnelt stark dem Standard-Choctaw, was einigen Linguisten Grund zu der Annahme gab, dass die Sprache der Houma eine westliche Muskogee-Sprache und mit dem Choctaw oder Chickasaw verwandt war. Es ist aber auch vermutet worden, dass die Wörter aus Swantons Vokabular dem Mobilian Jargon entstammen, einer unter den Stämmen am Golf von Mexiko verwendeten Handelssprache. Einige nicht identifizierte Wörter könnten aus anderen am Mississippi gesprochenen Sprachen stammen. Die Tunica (siehe Biloxi) nannten den Mobilian Jargon húma ʼúlu, d. h., "Houma-Sprache".

## Geschichte

### Französische Ära
Nicolas de la Salles Notiz von 1682 ist die erste Erwähnung der Houma in der geschriebenen Geschichte. Später haben Forscher wie Henri de Tonti und Pierre Le Moyne d’Iberville ausführlicher über die Houma geschrieben. Iberville berichtet, dass das Dorf der Houma, gemessen vom Ostufer des Mississippi bei der Mündung des Red River, sechs bis acht Meilen landeinwärts lag. Als die Europäer zahlreicher in die Gegend kamen, meinten sie, dass jede Siedlung einen eigenen Stamm darstelle. Iberville und seine Leute wurden von Führern der Bayougoula durch die Gegend begleitet und fragten sie, was es für eine Gruppe von Leute sei, die am gegenüberliegenden Ufer eines bestimmten Bayou lebten. Die Führer antworteten, es seien mugulashai, das heißt "die Leute auf der anderen Seite (des Bayou)". Die Franzosen dachten, das sei der Name der Gruppe und nannten sie den Mugulasha-Stamm. Wahrscheinlicher ist, dass es eine Gruppe der Bayougoula war, die wie die Houma von den Choctaw abstammten. Im Lauf der Geschichte sind einige Gruppen von Choctaw in das Gebiet von Louisiana eingewandert. Sie sind heute bekannt als Jena, Clifton, und Lacombe.
Um 1700 lagen die Houma mit den Bayougoula über die Jagdgründe im Streit. Durch Vermittlung von Ibervilles Bruder, Jean-Baptiste Le Moyne de Bienville, wurde der Streit im März dieses Jahres beigelegt. Die Stämme errichteten einen großen roten Pfahl auf dem Ufer des Bayou, an einem Platz, der heute Scott’s Bluff genannt wird, etwa fünf Meilen oberhalb des Bayou Manchac am Ostufer des Mississippi, und markierten damit die neue Grenze zwischen ihren Stammesgebieten. Dieser Grenzpfahl wurde von den Einheimischen Istrouma und von den Franzosen Baton Rouge genannt, und hier liegt heute die Stadt Baton Rouge.
1706 verließen die Houma ihre Dörfer im Gebiet des Red River und zogen südwärts. Eine Erklärung dafür war die, dass sie näher bei ihren neuen französischen Verbündeten wohnen wollten und weiter weg von den nördlich siedelnden Stämmen, die mit den Engländern verbündet waren. Von den 1730er Jahren bis zum Siebenjährigen Krieg in Nordamerika (1754–1763), wurden europäische Kriege in Nordamerika ausgetragen. Viele Gruppen von Indianern schlossen sich wegen dieser Konflikte zu Schutzgemeinschaften zusammen. Schon 1739 berichteten die Franzosen, dass sich Houma, Bayougoula, und Acolapissa zu einem Stamm zusammenschlossen. Zwar bestand der Stamm vorwiegend aus Houma, aber es fanden die letzten Überreste vieler Nationen in ihm Zuflucht.
Wegen der zunehmenden Konflikte zwischen Engländern, Franzosen und Spaniern wanderten die Houma nach Süden in ihr jetziges Siedlungsgebiet in Lafourche-Terrebonne. Mündliche Überlieferung und gegenwärtige Wissenschaft stimmen darin überein, dass die Vorfahren der Houma von Lafourche-Terrebonne ursprünglich in der Nähe der heutigen Stadt Houma, Louisiana lebten, an einem Platz, den die Ureinwohner Chukunamous nannten, was in etwa "Rotes Haus" bedeutet.

### Frühzeit der USA
Napoleon willigte ein, die Kolonie Louisiana an die Vereinigten Staaten zu verkaufen, wodurch sich die Landfläche der neuen Republik verdoppeln würde. Am 30. April 1803 unterzeichneten beide Nationen den Vertrag, der den Louisiana Purchase besiegelte. Bezugnehmend auf die dort lebenden Ureinwohner hält Artikel Sechs des Vertrages fest:

„Die Vereinigten Staaten versprechen, Abkommen und Artikel, die zwischen Spanien und den Stämmen und Völkern der Indianer geschlossen wurden, einzuhalten, bis, in beiderseitigem Einverständnis zwischen den Vereinigten Staaten und besagten Volksstämmen, andere entsprechende Artikel vereinbart sein werden.“

Die Vereinigten Staaten unterzeichneten zwar den Vertrag, aber sie hielten diese Verfahrensweise nicht aufrecht. Dr. John Sibley wurde von Präsident Thomas Jefferson zum Indianerbeauftragten für die Region ernannt. Er besuchte keines der Dörfer in den südlichen Sümpfen von Louisiana und die Houma hatten bei der Bundesregierung keine offizielle Vertretung.
1885 verloren die Houma mit Rosalie Courteau eine große Führerpersönlichkeit. Sie hatte ihnen geholfen, während der Nachwehen des Amerikanischen Bürgerkrieges zu überleben. Bis heute steht sie in hohem Ansehen.

### Modernes Zeitalter
Zum Ende des 19. Jahrhunderts war die Sprache der Houma mit der französischen Sprache der ehemaligen Kolonie verschmolzen. Das Houma-Französisch, das die Houma heute sprechen, ist eine Mischung aus dem Französisch, das die frühen Forschungsreisenden sprachen, mit Houma-Wörtern wie z. B. shaui (Waschbär). Houma-Französisch ist allerdings immer noch Französisch, und mit jedem Französischsprachigen, der aus Kanada, Frankreich, Ruanda oder Louisiana kommt, ist Verständigung möglich. Es gibt einige Besonderheiten im Vokabular, z. B. chevrette anstatt crevette (Shrimp). Der Akzent der Französisch sprechenden Houma ist nicht stärker als der, der das Englisch der Amerikaner von dem der Briten unterscheidet. Jede linguistische Gruppe bildet viele verschiedene Akzente aus, und die Houma bilden keine Ausnahme.
Während die moderne Welt langsam ins südliche Louisiana vorzudringen begann, blieben die Houma in ihren Siedlungen in den Bayous vergleichsweise isoliert. Ihre Bevölkerung war zu dieser Zeit auf sechs Siedlungen verteilt. Der Verkehr zwischen den Siedlungen fand mit Pirogen auf dem Wasserweg statt. Bis zu den 1940er Jahren baute der Staat keine Straßen, die die Siedlungen verbanden.
1907 besuchte John R. Swanton, ein Anthropologe der Smithsonian Institution, die Houma.
Die Houma von heute haben weiterhin eine Jäger- und Sammler-Ökonomie. Sie bebauen kleine Gärten zur Selbstversorgung und versorgen sich mit Fisch und Wild aus den Bayous und Sümpfen. Bis der Civil Rights Act of 1964 verabschiedet wurde, durften die Houma-Kinder keine öffentliche Schulen besuchen und gingen bis dahin nur in die Schulen der Missionare.
Eines der wichtigsten Anliegen der Houma ist die noch unbeantwortete Frage ihrer Anerkennung durch die Regierung der USA. Der Stamm der Houma beantragte 1983 beim Bureau of Indian Affairs seine Anerkennung und seither läuft das Verfahren. In den späten 1990er Jahren übermittelte die Behörde dem Stamm ein falsches positives Ergebnis und forderte weitere Auskünfte an. Zur Zeit wartet der Houma-Stamm darauf, dass sein Antrag wieder aufgenommen und endgültig entschieden wird.

## Küstenerosion
Wie bei vielen Stammesgemeinschaften, die in Küstengebieten leben, und deren Nahrungs- und Einkommensquelle die Sümpfe und Bayous sind, ist die fortschreitende Küstenerosion ein Hauptproblem, dem sich der Stamm der Houma gegenübersieht. Verursacht wird die Küstenerosion hauptsächlich dadurch, dass Ölgesellschaften Rohrleitungen im Boden verlegen und sie nicht richtig zudecken, sowie auch durch vordringendes Salzwasser infolge der von denselben Ölgesellschaften angelegten Kanäle für den Schiffsverkehr.
Derzeit durch Erosion bedroht ist die Gemeinschaft auf der Isle de Jean Charles, einem schmalen Landstreifen im Terrebonne Parish. Dort leben auch Angehörige der Biloxi-Chitimacha, die zu den Choctaw gehören. Wissenschaftler schätzen, dass die Insel innerhalb der nächsten 15 Jahre verschwindet, wenn nichts dagegen unternommen wird. Der Stamm der Houma ist auf der Suche nach Land, das er in der Region kaufen kann, um die Gemeinschaft dorthin umzusiedeln. Die Küstenerosion hat auch die Qualität des Fischfangs beeinträchtigt und der Stamm hat einen Schwund des Fischertrages erlitten, da in viele der alten Fischteiche Salzwasser eingedrungen ist.